# Ukraina i olympiska sommarspelen 2024
Ukraina deltog i olympiska sommarspelen 2024 i Paris från 26 juli till 11 augusti 2024. Det var nationens 8:e raka deltagande vid sommar-OS i den postsovjetiska eran och det första sedan den ryska invasionen av landet.
Den ukrainska truppen bestod av 140 idrottare (68 damer och 72 herrar) som tävlade i 22 sporter. Nationen vann 12 medaljer, varav 3 guld, och hamnade på 22:a plats i medaljligan för dessa spel.

## Medaljörer
Ukrainas medaljörer vid olympiska spelen 2024 i Paris:
| Medalj | Namn                                                           | Sport      | Gren                                 | Datum      |
| ------ | -------------------------------------------------------------- | ---------- | ------------------------------------ | ---------- |
| Guld   | Olha Charlan Alina Komasjtjuk Olena Kravatska Julija Bakastova | Fäktning   | Damernas lagtävling i sabel          | 3 augusti  |
| Guld   | Jaroslava Mahutjich                                            | Friidrott  | Damernas höjdhopp                    | 4 augusti  |
| Guld   | Oleksandr Chyzjnjak                                            | Boxning    | Herrarnas mellanvikt                 | 7 augusti  |
| Silver | Serhij Kulisj                                                  | Skytte     | Herrarnas 50 m gevär tre ställningar | 1 augusti  |
| Silver | Illja Kovtun                                                   | Gymnastik  | Herrarnas barr                       | 5 augusti  |
| Silver | Parviz Nasibov                                                 | Brottning  | Herrarnas grekisk-romersk 67 kg      | 8 augusti  |
| Silver | Ljudmyla Luzan Anastasija Rybatjok                             | Kanotsport | Damernas C-2 500 m                   | 9 augusti  |
| Silver | Iryna Koljadenko                                               | Brottning  | Damernas fristil 62 kg               | 10 augusti |
| Brons  | Olha Charlan                                                   | Fäktning   | Damernas sabel                       | 29 juli    |
| Brons  | Iryna Herasjtjenko                                             | Friidrott  | Damernas höjdhopp                    | 4 augusti  |
| Brons  | Mychajlo Kochan                                                | Friidrott  | Herrarnas slägga                     | 4 augusti  |
| Brons  | Zjan Belenjuk                                                  | Brottning  | Herrarnas grekisk-romersk 87 kg      | 8 augusti  |

## Medaljer i olika sporter
Antalet utdelade medaljer i olika sporter:
| Sport      | 1 | 2 | 3 | Totalt |
| Friidrott  | 1 | 0 | 2 | 3      |
| Fäktning   | 1 | 0 | 1 | 2      |
| Boxning    | 1 | 0 | 0 | 1      |
| Brottning  | 0 | 2 | 1 | 3      |
| Kanotsport | 0 | 1 | 0 | 1      |
| Gymnastik  | 0 | 1 | 0 | 1      |
| Skytte     | 0 | 1 | 0 | 1      |
| Totalt     | 3 | 5 | 4 | 12     |

## Tävlande
Lista på antalet tävlande i olika sporter:
| Sport          | Damer | Herrar | Totalt |
| -------------- | ----- | ------ | ------ |
| Badminton      | 1     | 0      | 1      |
| Bordtennis     | 2     | 1      | 3      |
| Boxning        | 0     | 3      | 3      |
| Breaking       | 2     | 1      | 3      |
| Brottning      | 4     | 5      | 9      |
| Bågskytte      | 1     | 1      | 2      |
| Friidrott      | 14    | 11     | 25     |
| Cykling        | 2     | 2      | 4      |
| Fotboll        | 0     | 18     | 18     |
| Fäktning       | 7     | 0      | 7      |
| Gymnastik      | 7     | 5      | 12     |
| Judo           | 3     | 2      | 5      |
| Kanotsport     | 4     | 5      | 9      |
| Konstsim       | 2     | 0      | 2      |
| Modern femkamp | 1     | 2      | 3      |
| Rodd           | 4     | 2      | 6      |
| Simhopp        | 4     | 5      | 9      |
| Simning        | 1     | 4      | 5      |
| Skytte         | 2     | 4      | 6      |
| Sportklättring | 1     | 1      | 2      |
| Tennis         | 5     | 0      | 5      |
| Tyngdlyfting   | 1     | 0      | 1      |
| Totalt         | 68    | 72     | 140    |

## Boxning
Ukraina deltog med tre boxare i den olympiska turneringen. Tokyo 2020:s silvermedaljör Oleksandr Chyzjnjak vann en klar seger i kvartsfinalen vid de europeiska mästerskapen 2023 i Nowy Targ i Polen, för att säkra en plats i herrarnas mellanvikt i sitt tredje raka OS. Ajder Abdurajimov (herrarnas fjädervikt) och Dmytro Lovtjynskyj (herrarnas supertungvikt) säkrade sina platser efter vinster i kvotmatcherna vid den 2024 World Olympic Qualification Tournament 2 i Bangkok, Thailand.
| Idrottare           | Gren             | Sextondelsfinal      | Åttondelsfinal       | Kvartsfinal          | Semifinal            | Final                | Final            |
| Idrottare           | Gren             | Motståndare Resultat | Motståndare Resultat | Motståndare Resultat | Motståndare Resultat | Motståndare Resultat | Placering        |
| ------------------- | ---------------- | -------------------- | -------------------- | -------------------- | -------------------- | -------------------- | ---------------- |
| Ajder Abdurajimov   | Herrarnas 57 kg  | Förbi                | Ibáñez (BUL) F 0–5   | Gick inte vidare     | Gick inte vidare     | Gick inte vidare     | Gick inte vidare |
| Oleksandr Chyzjnjak | Herrarnas 80 kg  | Förbi                | Akilov (HUN) V 4–0   | Pereira (BRA) V 5–0  | López (CUB) V 3–2    | Oralbay (KAZ) V 3–2  | 1                |
| Dmytro Lovtjynskyj  | Herrarnas +92 kg | —                    | Teremoana (AUS) F KO | Gick inte vidare     | Gick inte vidare     | Gick inte vidare     | Gick inte vidare |

## Friidrott
Ukrainska friidrottare kunde kvalificera sig till olympiska sommarspelen 2024 (max tre per gren) genom att uppnå kvalificeringsstandarder eller i kraft av sin världsranking.
Noteringar

- Plac. = Visar placering i den rundan förutom inom löpgrenar där placering i loppen visas.
- — = Den rundan fanns inte i den grenen.
- Q = Kvalade till nästa runda via placering i löpgrenar eller genom att uppnå kvalificeringsgränsen i teknikgrenar.
- q = Kvalade till nästa runda via tid i löpgrenar eller via placering utan att uppnå kvalificeringsgränsen i teknikgrenar.
- R = Gick vidare till återkval (eng: Repechage).
- NR = Idrottaren satte nationellt rekord.
- PB = Idrottare satte nytt personbästa.
- NM = Idrottare satte ingen godkänt resultat.

Löp- och gånggrenar
| Idrottare                                                           | Gren                 | Kvalheat | Kvalheat | Återkval | Återkval | Semifinal        | Semifinal        | Final            | Final            |
| Idrottare                                                           | Gren                 | Resultat | Plac.    | Resultat | Plac.    | Resultat         | Plac.            | Resultat         | Plac.            |
| ------------------------------------------------------------------- | -------------------- | -------- | -------- | -------- | -------- | ---------------- | ---------------- | ---------------- | ---------------- |
| Oleksandr Pohorilko                                                 | Herrarnas 400 m      | 45,71    | 36 R     | 45,59    | 12       | Gick inte vidare | Gick inte vidare | Gick inte vidare | Gick inte vidare |
| Anna Ryzjykova                                                      | Damernas 400 m häck  | 55,13    | 19 R     | 54,95    | 3 Q      | 55,65            | 23               | Gick inte vidare | Gick inte vidare |
| Viktorija Tkatjuk                                                   | Damernas 400 m häck  | 58,10    | 38 R     | 59,40    | 21       | Gick inte vidare | Gick inte vidare | Gick inte vidare | Gick inte vidare |
| Ihor Hlavan                                                         | Herrarnas 20 km gång | —        | —        | —        | —        | —                | —                | 1:24.52          | 40               |
| Olena Sobtjuk                                                       | Damernas 20 km gång  | —        | —        | —        | —        | —                | —                | 1:31.12          | 20               |
| Marija Sacharuk                                                     | Damernas 20 km gång  | —        | —        | —        | —        | —                | —                | 1:30.12          | 17               |
| Ljudmyla Oljanovska                                                 | Damernas 20 km gång  | —        | —        | —        | —        | —                | —                | 1:29.55          | 14               |
| Oleksandr Pohorilko Danylo Danylenko Tetiana Melnyk Marjana Sjostak | Mixstafett 4 × 400 m | 3.15,51  | 14       | —        | —        | —                | —                | Gick inte vidare | Gick inte vidare |
| Ivan Banzeruk Ljudmyla Oljanovska                                   | Mixstafett gång      | —        | —        | —        | —        | —                | —                | 3:01.50          | 17               |

Teknikgrenar
| Idrottare             | Gren                  | Kval     | Kval  | Final            | Final            |
| Idrottare             | Gren                  | Resultat | Plac. | Resultat         | Plac.            |
| --------------------- | --------------------- | -------- | ----- | ---------------- | ---------------- |
| Oleh Dorosjtjuk       | Herrarnas höjdhopp    | 2,24     | 11 q  | 2,31 PB          | 6                |
| Vladyslav Lavskyj     | Herrarnas höjdhopp    | 2,15     | 25    | Gick inte vidare | Gick inte vidare |
| Andrij Protsenko      | Herrarnas höjdhopp    | NM       | NM    | Gick inte vidare | Gick inte vidare |
| Roman Kokosjko        | Herrarnas kulstötning | 19,36    | 22    | Gick inte vidare | Gick inte vidare |
| Mychajlo Kochan       | Herrarnas slägga      | 77,42    | 3 Q   | 79,39            | 3                |
| Artur Felfner         | Herrarnas spjut       | 81,84    | 15    | Gick inte vidare | Gick inte vidare |
| Iryna Herasjtjenko    | Damernas höjdhopp     | 1,95     | 4 q   | 1,95             | 3                |
| Julija Levtjenko      | Damernas höjdhopp     | NM       | NM    | Gick inte vidare | Gick inte vidare |
| Jaroslava Mahutjich   | Damernas höjdhopp     | 1,95     | 1 q   | 2,00             | 1                |
| Maryna Bech-Romantjuk | Damernas tresteg      | 14,30    | 8 q   | 13,98            | 11               |
| Olha Korsun           | Damernas tresteg      | 13,06    | 29    | Gick inte vidare | Gick inte vidare |
| Iryna Klymets         | Damernas slägga       | 66,95    | 26    | Gick inte vidare | Gick inte vidare |

## Fäktning
Ukraina deltog med sex fäktare i de olympiska sommarspelen 2024. Nationens damlag i sabel kvalificerade sig för spelen genom att bli ett av de fyra högst rankade lagen i världen. Dessutom kvalificerade sig damlaget i värja som det högst rankade europeiska laget, genom offentliggörandet av Internationella fäktförbundets (Fédération Internationale d'Escrime, FIE) officiella ranking för Paris 2024.
| Idrottare                                                                | Gren                        | 32-delsfinal         | Sextondelsfinal        | Åttondelsfinal          | Kvartsfinal          | Semifinal                          | Final / BM                         | Final / BM       |
| Idrottare                                                                | Gren                        | Motståndare Resultat | Motståndare Resultat   | Motståndare Resultat    | Motståndare Resultat | Motståndare Resultat               | Motståndare Resultat               | Plac.            |
| ------------------------------------------------------------------------ | --------------------------- | -------------------- | ---------------------- | ----------------------- | -------------------- | ---------------------------------- | ---------------------------------- | ---------------- |
| Dzjoan Fejbi Bezjura                                                     | Damernas värja              | Förbi                | Mallo (FRA) F 13–14    | Gick inte vidare        | Gick inte vidare     | Gick inte vidare                   | Gick inte vidare                   | Gick inte vidare |
| Olena Kryvytska                                                          | Damernas värja              | Förbi                | Ndolo (KEN) V 13–12    | Xiao (CAN) V 15–14      | Kong (HKG) F 7–15    | Gick inte vidare                   | Gick inte vidare                   | 8                |
| Vlada Charkova                                                           | Damernas värja              | Förbi                | Vincenti (USA) V 15–6  | Yoshimura (JPN) V 15–10 | Mallo (FRA) F 10–15  | Gick inte vidare                   | Gick inte vidare                   | 7                |
| Dzjoan Fejbi Bezjura Olena Kryvytska Vlada Charkova Darja Varfolomejeva* | Damernas lagtävling i värja | —                    | —                      | —                       | Kina F 41–45         | Placeringsemifinal Egypten V 45–31 | Femte plats final Sydkorea F 38–45 | 6                |
| Olha Charlan                                                             | Damernas sabel              | Förbi                | Fukushima (JPN) V 15–9 | Bashta (AZE) V 15–6     | Márton (HUN) V 15–7  | Balzer (FRA) F 12–15               | Choi (KOR) V 15–14                 | 3                |
| Alina Komasjtjuk                                                         | Damernas sabel              | Förbi                | Jeon (KOR) F 12–15     | Gick inte vidare        | Gick inte vidare     | Gick inte vidare                   | Gick inte vidare                   | Gick inte vidare |
| Olena Kravatska                                                          | Damernas sabel              | Boudiaf (ALG) V 15–8 | Emura (JPN) F 14–15    | Gick inte vidare        | Gick inte vidare     | Gick inte vidare                   | Gick inte vidare                   | Gick inte vidare |
| Olha Charlan Alina Komasjtjuk Olena Kravatska Julija Bakastova*          | Damernas lagtävling i sabel | —                    | —                      | —                       | Italien V 45–37      | Japan V 45–32                      | Sydkorea V 45–42                   | 1                |

* = Deltog i en eller flera omgångar före finalen och erhöll medalj.